# Aymon II van Bourbon
Aymon II van Bourbon (1055 - 27 maart 1120) was een zoon van Archimbald IV van Bourbon en van Filippa van Auvergne. Aymon was heer van Bourbon van 1116 tot 1120. Hij werd een tijd in Germigny gevangengenomen door Lodewijk VI van Frankrijk. Aymon was rond 1099 gehuwd met Adelinde van Nevers (1070-1120), een dochter van Willem van Tonnerre, zelf een zoon van Willem I van Nevers en werd de vader van Archimbald.
Aymon II was de jongere broer van Archambaud V, die hun beider vader Archambaud IV opvolgde. Deze "V" had een zoon, Archambaud (soms VI genoemd) die, toen zijn vader na een jaar al overleed (1095), als voogd zijn oom Aymon II kreeg toegewezen. Voogd Aymon maakte zich meester van de baronie (1105) en werd de volgende sire de Bourbon.
Aymon had een zoon, eveneens Archambaud genaamd, de VIIë dan, die een zoon had, Archambaud VIII die echter eerder overleed (1169) dan zijn vader, zodat zijn zuster, Mathilde (of Mahaud) hem opvolgde als eerste vrouwelijke bestuurder (1171). Later, toen dit met een Marguérite opnieuw gebeurde, werd daar veel misbaar om gemaakt - Bourbon zou geen spilleleen zijn.
De nummering van de Archambauds is vaak verwarrend, omdat deze normaliter niet wordt toegepast op een niet-regerende Archambaud maar daar wordt niet altijd de hand aan gehouden.
Ook de benaming "sire" wordt bij andere families en regio's meestal alleen toegepast op de oudste zoon, voordat deze in de rechten treedt van de vader. Zodra de vader overlijdt wordt hij "seigneur de" ofwel "baron de". Hoewel ook de titel van baron in vroeger tijden door oude Franse families weinig werd gevoerd - men wist dat wel.
Titels als "graaf" en "hertog" werden wel gevoerd en vermeld, want waren tevens bestuursfuncties. Later werd dat anders, toen de koning veelvuldiger verdienstelijke lieden in de adel verhief, en bepaalde (koopbare) functies aan de adelstand verbond.